# Marcin Chabowski (lekkoatleta)
Marcin Chabowski (ur. 28 czerwca 1986 w Wejherowie) – polski lekkoatleta, długodystansowiec. Żołnierz Marynarki Wojennej RP. Ukończył I Liceum Ogólnokształcące im. Króla Jana III Sobieskiego w Wejherowie, a następnie został absolwentem politologii w Gdańskiej Wyższej Szkole Humanistycznej oraz stosunków międzynarodowych w Akademii Marynarki Wojennej.

## Osiągnięcia
Mistrz Europy juniorów w biegu na 3000 m z przeszkodami (Kowno 2005). Mistrz Europy juniorów w biegu przełajowym w drużynie (Tilburg 2005). Piąty zawodnik Mistrzostw Świata Juniorów Młodszych w Lekkoatletyce (Bieg na 3000 m z przeszkodami Sherbrooke 2003) oraz Młodzieżowych Mistrzostw Europy (Bieg na 3000 m z przeszkodami Debreczyn 2007). Czwarty zawodnik Mistrzostw Europy w Amsterdamie w półmaratonie (2016). Czterokrotny mistrz Polski w biegach przełajowych (2007, 2008, 2010, 2011), dwukrotny na 10 000 metrów (2008, 2009), Chabowski jest także pierwszym w historii mistrzem kraju w biegu (ulicznym) na 10 kilometrów (Gdańsk 2010), tytuł ten zdobywał jeszcze pięciokrotnie (2011, 2013, 2015, 2017,2018). W 2011 został także mistrzem kraju w półmaratonie.

## Rekordy życiowe
| Konkurencja                        | Rezultat | Data             | Miejsce                                                                 |
| ---------------------------------- | -------- | ---------------- | ----------------------------------------------------------------------- |
| Bieg na 800 metrów                 | 1:57,66  | 24 sierpnia 2002 | Białogard                                                               |
| Bieg na 1500 metrów                | 3:44,06  | 7 czerwca 2009   | Warszawa                                                                |
| Bieg na 3000 metrów                | 8:01,87  | 26 lipca 2009    | Sopot                                                                   |
| Bieg na 3000 metrów z przeszkodami | 8:25,90  | 6 lipca 2008     | Szczecin                                                                |
| Bieg na 5000 metrów                | 13:52,61 | 31 lipca 2009    | Bydgoszcz                                                               |
| Bieg na 10 000 metrów              | 28:27,59 | 2 maja 2009      | Kędzierzyn-Koźle – 11. rekord życiowy w historii polskiej lekkoatletyki |
| Bieg na 10 kilometrów              | 28:55    | 6 sierpnia 2011  | Gdańsk                                                                  |
| Półmaraton                         | 1.02:24  | 30 września 2018 | Glasgow – 6. rekord życiowy w historii polskiej lekkoatletyki           |
| Maraton                            | 2.10:07  | 29 kwietnia 2012 | Düsseldorf – 6. rekord życiowy w historii polskiej lekkoatletyki        |